# Botteghino

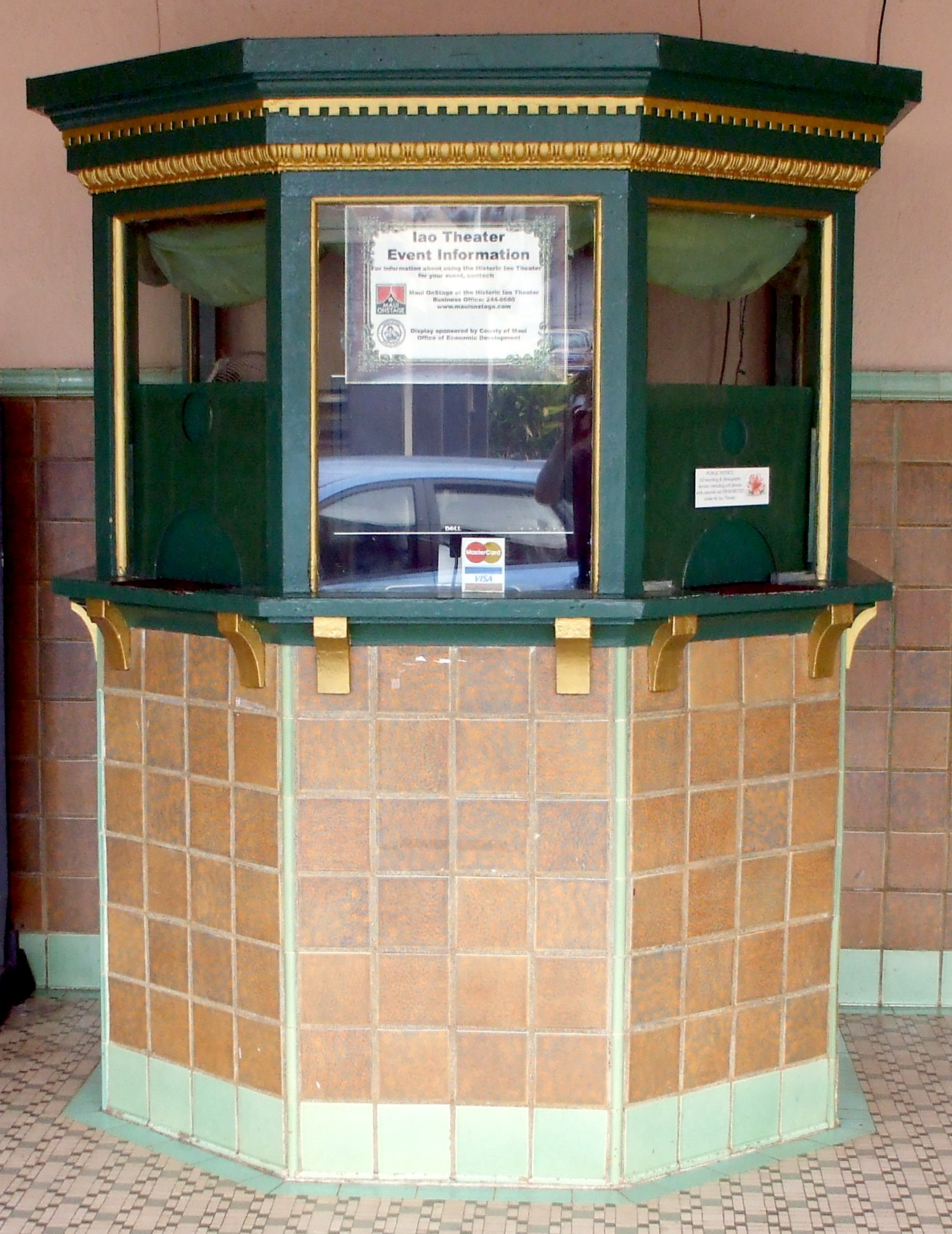
Un botteghino a Maui, Hawaii.

Il botteghino, chiamato anche biglietteria o box office, è il luogo in cui i biglietti vengono venduti al pubblico per l'ingresso ad un evento, specialmente al cinema, al teatro o allo stadio. Il termine è spesso associato al successo che ha l'evento (di solito nel cinema) o, in senso figurato, anche una persona.

## Uso del termine
Il termine è spesso adoperato, nel contesto dell'industria cinematografica, come sinonimo dell'entità economica di una produzione, sia essa un film o uno spettacolo teatrale. Questa può essere misurata in termini di numero di spettatori o di denaro ricavato dalle vendite. L'analisi di tali guadagni è spesso importante per l'ambiente di produzione e per l'interesse del pubblico. Molti lamentano il fatto che l'importanza data dall'industria agli incassi abbia diminuito l'attenzione data al film come forma d'arte, tuttavia, il successo economico di un film è molto influente per la produzione dei lavori futuri.
Ci sono molti siti internet che controllano gli incassi dei botteghini: tra questi Box Office Mojo.

## Etimologia del termine
In italiano il termine botteghino è un diminutivo di bottega, che deriva dal latino apotheca ("deposito").